# Усувна особлива точка
Ізольована особлива точка {\displaystyle z_{0}} функції {\displaystyle f(z)} є усувною, якщо існує скінченна границя {\displaystyle \lim _{z\to z_{0}}f(z)=B}, де {\displaystyle B\in \mathbb {C} }. У такому випадку можна довизначити функцію в цій точці значенням її границі і отримати неперервну і в цій точці функцію.

## Критерії точки, що усувається
- Особлива точка {\displaystyle z_{0}} функції {\displaystyle f(z)} є усувною тоді і тільки тоді, коли ряд Лорана цієї функції не містить негативних степенів {\displaystyle z-z_{0}} («головної частини»).
- Якщо {\displaystyle f(z)} аналітична в деякому проколотому околі точки {\displaystyle z_{0}}, то особлива точка {\displaystyle z_{0}} є усувною, якщо порядок зростання функції в цій точці менше одиниці.